# Ceratofilidy

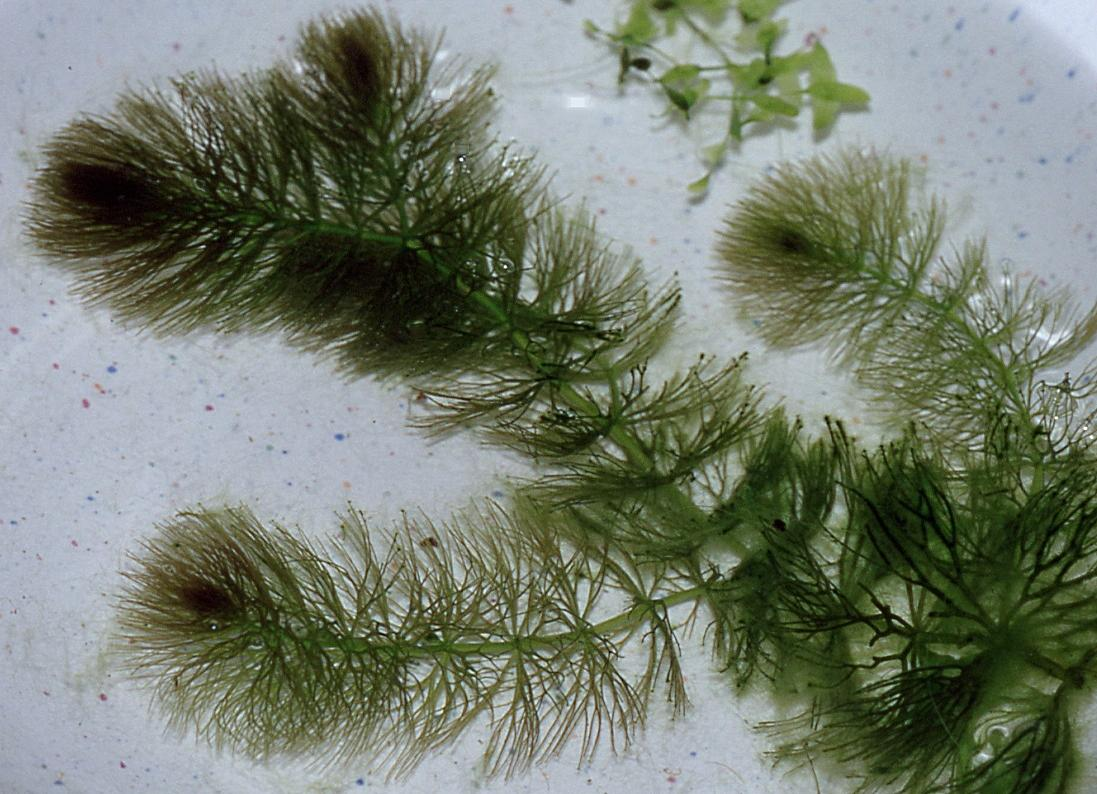
Rogatek krótkoszyjkowy i rzęsa trójrowkowa

Ceratofilidy, ceratofyllidy (także w polskiej literaturze w pisowni ceratophyllidy) – jedna z form życiowych makrofitów (pleustofitów). Rośliny unoszące się wolno w toni wodnej, zwykle stosunkowo duże. W lecie podpływają ku powierzchni wody, wówczas też mogą wytwarzać wystające nad powierzchnię kwiaty. Jesienią opadają w pobliże dna, gdzie zimują w postaci pączków przetrwalnych lub turionów. Do ceratofilidów należą rogatek, niektóre gatunki pływaczy itp. Według niektórych badaczy – także rzęsa trójrowkowa, która jednak nie posiada niektórych ww. cech i według niektórych zaliczana jest do lemnidów czy riccielidów. Z kolei zdolność rogatka do w miarę trwałego przyczepiania się do podłoża (mimo braku właściwych korzeni) sprawia, że bywa on zaliczany nie do roślin pleustonowych, lecz zanurzonych (elodeidów), zwłaszcza w mniej rozbudowanych systemach klasyfikacji form życiowych hydrofitów. Takie rośliny bywają nazywane pleustofitami fakultatywnymi.
W anglojęzycznej literaturze niektórzy rozróżniają ceratophyllids sensu stricto, których cały cykl życiowy odbywa się w zanurzeniu i utriculariids, które mają wynurzone kwiatostany i owocostany.